# Georgetown (Indiana)
Georgetown es un pueblo ubicado en el condado de Floyd en el estado estadounidense de Indiana. En el Censo de 2010 tenía una población de 2876 habitantes y una densidad poblacional de 537,22 personas por km².

## Geografía
Georgetown se encuentra ubicado en las coordenadas 38°17′56″N 85°57′47″O / 38.29889, -85.96306. Según la Oficina del Censo de los Estados Unidos, Georgetown tiene una superficie total de 5.35 km², de la cual 5.31 km² corresponden a tierra firme y (0.87%) 0.05 km² es agua.

## Demografía
Según el censo de 2010, había 2876 personas residiendo en Georgetown. La densidad de población era de 537,22 hab./km². De los 2876 habitantes, Georgetown estaba compuesto por el 97.29% blancos, el 0.28% eran afroamericanos, el 0.28% eran amerindios, el 0.56% eran asiáticos, el 0% eran isleños del Pacífico, el 0.52% eran de otras razas y el 1.08% pertenecían a dos o más razas. Del total de la población el 1.88% eran hispanos o latinos de cualquier raza.